# Tilman Jäger
Tilman Jäger (* 29. November 1961 in Stuttgart) ist ein deutscher Jazzpianist, Komponist, Musikpädagoge und Dirigent.

## Leben und Wirken

### Musikalische Ausbildung
Tilman Jäger ist aufgewachsen in Kernen im Remstal und machte sein Abitur 1981 am Friedrich-Schiller-Gymnasium Fellbach. Er studierte von 1982 bis 1989 an der Musikhochschule in Stuttgart die Fächer Schulmusik und Jazz. Seither ist er tätig als Pianist, Studiomusiker, Chorleiter und Bigbandleiter, sowie als Arrangeur und Komponist.

### AEG-Bigband
Von 1991 an war er Musiklehrer am Albert-Einstein-Gymnasium (AEG) in Böblingen und fand dort eine Dixieland-Band vor, die er zu einer kompletten Bigband erweiterte. Er leitete diese bis 2004, als er die Schule verließ. Die Bigband des AEGs gewann unter seiner Leitung mehrere Preise:
- 1993: 1. Preis bei Jugend jazzt[1]
- 2000: 1. Preis beim Deutschen Orchesterwettbewerb im Bereich Jazzorchester

Die Bigband unternahm mehrere Tourneen im In- und Ausland, zwei Tourneen in die USA 1994 und 1997, 1999 nach Singapur, Kuala Lumpur und Thailand, 2002 nach Paraguay und Brasilien. Sie produzierte fünf CDs unter seiner Leitung.

### Ensembles
Tilman Jäger war oder ist Pianist in verschiedenen Ensembles:
- Spiritual Jazz, Duo zusammen mit Uli Gutscher (Posaune)
- Flügelschläge, Duo zusammen mit Andi Witte (Schlagzeug)
- Tape 4, Jazzquartett zusammen mit Ekkehard Rössle (Saxophon), Paul Müller, (Bass) und Andi Witte (Schlagzeug).[3]
- Tango Komplott, mit Michael Schwarz (Violine), Paul Müller (Kontrabass), Andrej Mouline (Bajan)[4]
- Uli Gutscher Quintett, mit Uli Gutscher (Posaune), Werner Acker (Gitarre), Thomas Krisch (Kontrabass), Herbert Wachter (Schlagzeug)[5]

Er spielte zusammen mit Jiggs Whigham, Peter Fessler, Dino Saluzzi und Joo Kraus.

### Dirigent und Chorleiter
Von 1999 bis 2004 war er Jazzbeauftragter des Kultusministeriums in Baden-Württemberg und begründete das Schüler-Jazz-Festival Stuttgart, das seither jährlich an der Musikhochschule Stuttgart stattfindet. Als Jazzbeauftragter gründete er 2001 die Landes-Lehrer-Bigband, die er seither leitet. Klaus-Dieter Mayer fungiert als Manager und Sänger für die Band.
Jäger leitete von 2000 bis 2005 die Böblinger Kantorei unter dem Dach der Evangelischen Kirchengemeinde Böblingen. Seit 2001 ist er musikalischer Leiter der JazzTime Böblingen. 2006 stellte er das Böblinger Vokalensemble zusammen, das sich aus einem Projekt zur Aufnahme einer CD entwickelte und welches er seither leitet. Seit 2024 leitet er das Ensemble der TV-Sendung „Gunst der Stunde“ unter der Leitung von Heiko Bräuning.

### Hochschullehrer
Von 1988 bis 1989 war Jäger Jazzklavierlehrer an der Musikhochschule Stuttgart. Von 1997 bis 2001 war er Dozent für schulpraktisches Klavierspiel an der Hochschule für Musik Trossingen.
Seit 2004 ist er Professor für schulpraktisches Klavierspiel an der Hochschule für Musik und Theater München. Er gründete und leitete von 2006 bis 2013 die Salsaband der Musikhochschule. 2013 übernahm er die Leitung der Bigband der Lehramtsstudierenden.
2018 war er Mitglied der Jury des ersten Wolf Durmashkin Composition Awards.

### Persönliches
Tilman Jäger wohnt seit 2024 in Tübingen, Stadtteil Bebenhausen, ist verheiratet mit Eva Maria Jäger und hat einen Sohn. 2016 gewann er den Kompositionswettbewerb Zeitgenössische Geistliche Musik im Rahmen des Festival Europäische Kirchenmusik in Schwäbisch Gmünd.

## Diskografie

### Als Jazzpianist
- 1996: Von Rosen, Tulpen und Narzissen, mit dem Tilman Jäger Trio; Playback CD, Klett
- 2002: Abendlieder mit Jazzquartett Tape 4
- 2003: Tango Komplott mit Tango Komplott
- 2008: Pisa Straight ahead, zusammen mit der Landes-Lehrer-Big-Band
- 2009: Salsa, zusammen mit der Salsaband der Musikhochschule München
- 2012: Spiritual Jazz, zusammen mit Spiritual Jazz; Herder Audio
- 2014: Abendrot, zusammen mit dem Uli Gutscher Quintett

### Als Leiter
- 1994: Cool mit der AEG-Bigband
- 1996: Live, die Welt des Jazz mit der AEG-Bigband
- 1999: Hot mit der AEG-Bigband
- 2002: Wohl Temperiert mit der AEG-Bigband
- 2004: Dream of the Return mit der AEG-Bigband
- 2006: Hoch in Himml fligt a Vojgl mit dem Böblinger Vokalensemble

## Kompositionen und Arrangements
- 1996: Von Rosen, Tulpen und Narzissen, Arrangements über Lieder der Comedian Harmonists, Klett
- 1997:  An hellen und dunklen Tagen, für vier Bigbands
- 2006: Lidele in Jiddisch, Chorarrangements, Klett
- 2015: Missa Pacis, für Chor und Band

## Bücher
- 2008: Praxis Klavierbegleitung mit Begleit-CD, Schott